# Litván Wikipédia
A litván Wikipédia (litván nyelven Lietuviškoji Vikipedija) a Wikipédia projekt litván nyelvű változata, egy szabadon szerkeszthető internetes enciklopédia. 2003-ban indult és 2009 májusában már több mint 86 000 szócikket tartalmazott, ezzel a huszonkilencedik helyet foglalja el a wikipédiák rangsorában.

## Mérföldkövek
- 2004. október 14. - Elkészül az 1 000. szócikk.
- 2005. december 14. - Elkészül a 10 000. szócikk.
- 2007. augusztus 1. - Elkészül az 50 000. szócikk.
- Jelenlegi szócikkek száma: 221 698

## Külső hivatkozások
- Litván wikipédia